# 久米島切手
久米島切手（くめじまきって）とは、沖縄県の久米島において第二次世界大戦直後（1945年10月1日〜1946年5月4日）に暫定的に発行された臨時の郵便切手である。

## 概要
中央の郵政当局の許可無く行われたものであるが、従来の日本の郵便切手の使用がアメリカ軍から禁止されたうえに、かわりとなるべき切手も用意できなかったため、この処置となった。1946年5月、沖縄民政府編入に伴い、切手の発行も停止された。
- 印刷 謄写版（ガリ版刷り・米軍の機器を利用）[1]
- 発行枚数 3120枚[1]
- 図案 「KUMESHIMA 7 SEN」と長方形の中に印刷、中央に久米島郵便局長印が押されたもの[1]。
- 喜久里郵便局長が図案の考案者とされている。
- 不要になった紙の裏面を使用していた。

なお、同時期の他地区では、戦前の切手の在庫に、各群島の民政府通信部長の私印や検印を押したものや、料金別納印が使われていた。